# 黑兹尔·霍奇基斯·怀特曼
黑兹尔·霍奇基斯·怀特曼（英語：Hazel Hotchkiss Wightman，1886年12月20日—1974年12月5日），美国女子网球运动员。她曾代表美国参加1924年夏季奥林匹克运动会网球比赛，获得女子双打和混合双打金牌。